# Grom (wieś)
Grom (dawniej niem.  Grammen) – wieś w Polsce położona w województwie warmińsko-mazurskim, w powiecie szczycieńskim, w gminie Pasym.
Miejscowość leży w połowie drogi między Szczytnem a Pasymiem.
W latach 1954–1959 wieś należała i była siedzibą władz gromady Grom, po jej zniesieniu w gromadzie Pasym. W latach 1975–1998 miejscowość administracyjnie należała do województwa olsztyńskiego.
W Gromie jest jeden sklep spożywczo-przemysłowe, gospodarstwo agroturystyczne, zakład "NOVUM", który wykonuje wyposażenie placów zabaw i kościół. Obecnie w Gromie mieszka 546 mieszkańców, w tym 531 osób jest zameldowanych na stałe, a 15 – tymczasowo. W tym jest 272 kobiety i 274 mężczyzn. Przeważa zabudowa murowana. Zachowała się jedynie jedna chałupa drewniana (w 2009 już nieużytkowana). Na skraju wsi znajduje się dawna kochówka (typ budynku mieszkalnego, wznoszonego w latach 30. XX w. na terenie Prus Wschodnich, przeznaczony dla uboższych mieszkańców). W pobliżu torów kolejowych znajdują się pozostałości po budynkach dawnej cegielni (z 1909 r.). W środku wsi kościół oraz dwukondygnacyjna – murowana z czerwonej cegły – szkoła (z końca XIX w.). Tuż za wsią od strony północnej znajduje się dawny cmentarz ewangelicki.
Polska nazwa wsi pochodzi od niemieckiej nazwy Grammen, jak nazwano pobliskie jezioro. Niewykluczone też, że osadnicy z Mazowsza spolszczyli po swojemu nazwę wsi. Według ludowej legendy okolice wsi porośnięte były starym, dębowym lasem. W czasie burzy pioruny bardzo często biją w dęby i dlatego wieś nazwano Grom. podanie to jest raczej współczesna interpretacja nazwy w nawiązaniu do języka polskiego.

## Historia
Przywilej wystawił na prawie chełmińskim dla sołtysa Henricha Goldenhorna w dniu Matki Boskiej Gromnicznej, 2 lutego 1381 roku, komtur ostródzki Kuno von Liebenstein. Na założenie wsi sołtys otrzymał nadział 60 włók (ponad 1000ha) boru, w tym zgodnie z prawem chełmińskim 6 włók dla siebie i niższe sądownictwo podległych mu włościan. Część chłopów odrabiało szarwark w pobliskim folwarku w Jęczniku. Miejsce dla osadnictwa było wyjątkowo dogodne. Położona nad jeziorem, na dobrych ziemiach, przy ważnej handlowo-wojennej drodze z Polski do stolicy Zakonu, Malborka. Osiedliło się tu sporo osadników z sąsiedniego Mazowsza i przesiedlonych Prusów z północnych terenów Sambii i Natangii. Nim wytrzebiono lasy wokół wsi, wielu jej mieszkańców trudniło się bartnictwem. W 1445 osadzono tu bartników.
Wieś założona na planie owalnicy. Jednocześnie z powstaniem wsi, zbudowano karczmę. Jej właściciel otrzymał przywilej, potwierdzony dokumentem: "zezwalamy na wolną sprzedaż w ich domach wszelkiego rodzaju napojów i potraw, wyrobów z sukna, żelaza czy czegokolwiek innego. Powinni nam od każdej karczmy z jej włóką corocznie na Matki Boskiej Gromnicznej (2 lutego) płacić czynsz i dawać 3 grzywny (srebra) w zwykłych monetach, a do tego świadczyć podwody, jak czynią to inni karczmarze". Jak widać z tego przywileju, karczma we wsi była nie tylko pierwszą placówką gastronomiczną i hotelem, ale także pierwszym zalążkiem poczty, gdyż karczmarza zobowiązywano do posiadania 2 koni i furmanki do przewożenia korespondencji i posłańców.
W czasach długoletnich, trwających od roku 1409 do 1466 roku z małymi przerwami wojen Zakonu Krzyżackiego z Polską, dzieliła wieś Grom losy całego pogranicza. Gdy miasto Pasym, podobnie jak Szczytno, wypowiedziało posłuszeństwo władzy Zakonu i w 1451 roku przystąpiło do Związku Pruskiego, wieś znalazła się w bezpośrednim zasięgu działań wojennych. Zamek w Szczytnie poddał się wojskom zakonnym w 1454 roku. Pasym bronił się, choć poniósł ciężkie straty w walce pod murami miasta. Okoliczne wsie zostały doszczętnie złupione. Do Gromu zajrzała nędza i głód, a w ślad za nimi choroby. Pola leżały odłogiem i porastały lasem. W czasie wojny trzynastoletniej wieś (wraz z Dybowem i Tylkówkiem) została zastawiona przez Krzyżaków u poddanego Henryka Pielgrzyma za 600 grzywien.
Po pokoju toruńskim w 1466 roku pozostał Grom w granicach państwa zakonnego. Nastąpił dłuższy okres pokoju. Wieś odbudowała się i zaludniła. Wojna jeszcze raz zawitała w te strony, gdy Wielki Mistrz Zakonu Krzyżackiego w 1520 roku usiłował uwolnić się od polskiej hegemonii i odzyskać utracone ziemie. Przeciągające wojska obu stron splądrowały i ograbiły wieś. Potem nastąpił długi okres pokoju. Według spisów w 1602 r. w Gromie mieszkała wyłącznie ludność polska.
Ciężkie czasy nadeszły w połowie XVII wieku. W odwecie za udział wojsk Księcia Pruskiego po stronie Szwedów w czasach potopu w 1656 roku, wojska tatarskie najechały na Księstwo. Łupem Tatarów padł Pasym i okoliczne wsie, w tym Grom. Mieszkańców mordowano lub brano w jasyr. Po tej dziejowej burzy nadszedł znów dłuższy okres pokoju. Wsie położone na dobrych żyznych ziemiach w krótkim czasie znów się zaludniły, odbudowano domy, porośnięte lasem pola znów szły pod uprawę. W końcu XVII wieku Grom stał się dobrze zagospodarowaną wsią, świadczy o tym choćby to, że we wsi powstała druga karczma.
Nowy dopust niebios spustoszył wieś w latach 1709-1711, gdy któryś z przejeżdżających kupców przywlókł dżumę. Wymarło ponad 1/3 ludności. Ludzie porzucali swoje domy i mienie, chronili się w lasach. Domy znów stały opuszczone, a pola porastały chwastami. Po wygaśnięciu zarazy, jak po wielu klęskach, wieś szybko zaleczyła rany.
Królowie pruscy ściągali nie tylko podatki, ale dbali także o podniesienie oświaty wśród ludu. Już około roku 1730, zgodnie z polecenia króla Fryderyka Wilhelma I, zbudowano w Gromie szkołę.

### XX wiek
Prawdziwy rozwój gospodarczy wsi nastąpił w drugiej połowie XX wieku, gdy Grom uzyskał połączenie kolejowe. Ruszyło budownictwo, w niedługim czasie drewniane chałupy zastąpiono solidnymi, murowanymi domami z zabudowaniami gospodarczymi. Zaczęto stosować nowe sposoby uprawy roli i nowoczesne maszyny rolnicze.
W 1908 r. w Gromie osiedlił się dzierżawca rybacki, Żyd pochodzący z północnego Mazowsza, Abraham Kaczynski (Avraham Kachinski), ur. 1882 r. w Czerwonem, w powiecie kolneńskim, wraz z żoną Rosą (Reizl), z domu Urwitz (Hurvitz), ur. 1890 r. w Kolnie (żona dołączyła do męża w 1915). Kaczynscy przed wybuchem II wojny światowej przenieśli się do Kolna. Mieszkali w miasteczku jeszcze w czasie wojny. Zginęli w czasie Holokaustu.
W czasie pierwszej wojny światowej wieś została splądrowana. Po wojnie kryzys, bezrobocie i inflacja hamowały rozwój wsi, potem znów nadeszły lata koniunktury. W tym czasie była to osada przemysłowa licząca 600 mieszkańców, z gorzelnią, dwoma cegielniami i starym cmentarzem
Druga wojna światowa wyludniła wieś z mężczyzn. Wszyscy zostali powołani do wojska. W ich miejsce władze hitlerowskie kierowały do pracy w gospodarstwach jeńców wojennych i młodych Polaków z przyłączonych do Rzeszy terenów Polski (m.in. jako przymusowy robotnik pracował tu Marcin Rawa, u żandarma Dominika i gospodarza Andrzeja Zekorna - członka NSDAP, żołnierz Wehrmachtu). W tym okresie w Gromie mieszkali m.in. Mazurzy: Sentowski, Olk, Gemza, Rumocki, Radek, Brzeziński, Popłęch, Uloncka. Wojna zawitała znowu do wsi w końcu stycznia 1945 roku. Zwycięzcy bezlitośnie rozprawili się z mieszkańcami. Ocalało niewiele rodzin. Kilka domów spalono, inne splądrowano i ograbiono. Wczesną wiosną opuszczone domy i gospodarstwa Gromu zaczęli zajmować nowi osadnicy-Polacy ze zniszczonych terenów nad Narwią i zza Buga.
Pod koniec lat 60. we wsi była gospoda, poczta, stacja kolejowa.

### Najstarsi mieszkańcy wsi (obecnie)
Jednymi z pierwszych osadników po 1945r w miejscowości była rodzina Korczakowskich.
Ignacy Korczakowski był pierwszym sołtysem.
Franciszek N. urodzony w 1923 r.
Eleonora Sz. urodzona w 1924 r.
Roman F. urodzony w 1926 r.
Liczba urodzonych dzieci w latach 2001–2005:
2001 r. - 5 dzieci 
2002 r. - 4 dzieci 
2003 r. - 7 dzieci 
2004 r. - 6 dzieci 
2005 r. - 8 dzieci